# Centrocalia lifoui
Espèce
Synonymes
- Asadipus lifoui Berland, 1929

Centrocalia lifoui est une espèce d'araignées aranéomorphes de la famille des Lamponidae.

## Distribution
Cette espèce est endémique de Nouvelle-Calédonie. Elle se rencontre sur Lifou et dans les monts Koghis.

## Description
Le mâle décrit par Platnick en 2000 mesure 4,0 mm et la femelle 4,1 mm.

## Étymologie
Son nom d'espèce lui a été donné en référence au lieu de sa découverte, Lifou.

## Publication originale
- Berland, 1929 : Araignées recueillies par Madame Pruvot aux Iles Loyalty. Bulletin de la Société Zoologique de France, vol. 54, p. 388-399.